# ヘーゼル・ブリアーズ
ヘーゼル・アン・ブリアーズ（英: Hazel Anne Blears、1956年5月14日 - ）は、イギリスの政治家。労働党所属の庶民院議員。ゴードン・ブラウン政権でコミュニティーおよび地方自治大臣を務めた。

## 経歴

### 生い立ち
1956年、マンチェスター近郊のサルフォードで生まれる。トレント専門学校（現在のノッティンガム・トレント大学）で法学を専攻。後にチェスター法律学校を卒業する。
1987年の総選挙ではタットン選挙区から、1992年の総選挙ではベリー南選挙区から出馬するが落選。1997年の総選挙でサルフォード選挙区から出馬し、初当選を果たした。この選挙では、女性議員が大量に当選したことから、彼女達は“ブレア・ベイビー”と呼ばれた。

### 政界入り
初当選後、1998年までは保健大臣アラン・ミルバーンの下で、1999年の10ヶ月間は財務省主席担当官アンドルー・スミスの下で、議会担当秘書官として働いた。2001年の総選挙の際は、労働党のキャンペーンチームのメンバーとなり、後に副代表を務めた。
総選挙後は保健省政務次官としてブレア政権のメンバーとなる。2003年には労働党全国執行委員会のメンバーに。2005年総選挙後の6月7日には、枢密顧問官にも選ばれた。2006年の内閣改造に際しては、イアン・マカートニーの後任として労働党の幹事長に就任した。
2007年、トニー・ブレア党首とジョン・プレスコット副党首が辞任を表明すると、副党首選挙に立候補したが、最下位で敗れ、副党首にはハリエット・ハーマンが就任した。
ブレアの辞任後、ゴードン・ブラウンが新党首・首相に就任した。当初、ブリアーズは忠実なブレア派であったため入閣はないと見られていたが、コミュニティーおよび地方自治大臣に任命され閣僚入りした。
2009年6月、住宅の売却益にかかる税金を免れていた疑惑がスクープされ、この責任を取る形でマイケル・マーティン下院議長ら与野党議員20人と共に引責辞任を表明した。

### 政界引退
2015年3月30日、下院議員を辞職し、政界から引退した。

## パーソナリティ
1989年10月21日、事務弁護士のマイケル・ハルサルと結婚しているが、2人の間に子供はいない。夫とともにバイクが趣味である。
エネルギッシュで活動的な性格から、マスコミからは「人間電池」「ミス・リトル・ハッピー」といったあだ名をつけられている。身長は147cmと小柄。